# باد وورتساخ
باد وُورتساخ (به آلمانی: Bad Wurzach) شهری در ایالت بادن-وورتمبرگ در کشور آلمان واقع شده است.